# Enon Valley, Pennsylvania
Enon Valley là một thị trấn thuộc quận Lawrence, tiểu bang Pennsylvania, Hoa Kỳ. Năm 2010, dân số của thị trấn này là 306 người.